# East Branch Croton River
East Branch Croton River, nazywana również East Branch of Krotens River – rzeka w Stanach Zjednoczonych, w stanie Nowy Jork, w hrabstwach Westchester, Putnam oraz Dutchess. Jako, iż rzeka jest jednym z dopływów rzeki Croton, wchodzi ona w skład nowojorskiej sieci wodociągowej.
Zbiorniki retencyjne utworzone na rzece to: Diverting Reservoir oraz East Branch Reservoir. 
Główne dopływy rzeki to: Brady Brook, Stephens Brook, Muddy Brook, Haviland Hollow Brook, Salmons Daily Brook oraz Tonetta Brook